# Noah Wallace
Noah Wallace (* 6. Juli 1991) ist ein US-amerikanischer Freestyle-Skier. Er startet in den Freestyledisziplinen.

## Werdegang
Wallace nimmt seit 2011 an der AFP World Tour teil. Dabei holte er in der Saison 2011/12 jeweils im Slopestyle bei der US Revolution Tour in Copper Mountain und bei der Gatorade FreeFlow Tour im Mountain High seine ersten Siege. Im Januar 2013 debütierte er in Copper Mountain im Freestyle-Skiing-Weltcup und belegte dabei den 59. Platz im Slopestyle. Im März 2013 errang er bei The North Face Park and Pipe Open Series in North Star den zweiten Platz im Slopestyle. Im folgenden Jahr erreichte er in Silvaplana mit dem zweiten Platz seine erste Podestplatzierung im Weltcup. In der Saison 2014/15 wurde er jeweils im Slopestyle Dritter bei den Iceland Winter Games in Akureyri und jeweils Zweiter bei den European Freeski Open in Laax und beim Total Fight in Grandvalira. Bei den Freestyle-Skiing-Weltmeisterschaften 2015 am Kreischberg gewann er die Bronzemedaille im Slopestyle. Ende Februar 2016 errang er bei den X-Games Oslo 2016 den zehnten Platz im Big-Air-Wettbewerb. Bei den Winter-X-Games 2017 in Aspen kam er auf den 14. Platz im Slopestyle.